# Thelypteris × versicolor
Thelypteris × versicolor là một loài dương xỉ trong họ Thelypteridaceae. Loài này được R.P. St. John pro. sp. mô tả khoa học đầu tiên năm 1938.